# Bījvard
Bījvard (persiska: Bīzhvard, بیجورد, Bījvar) är en ort i Iran.   Den ligger i provinsen Khorasan, i den nordöstra delen av landet, 600 km öster om huvudstaden Teheran. Bījvard ligger 1 575 meter över havet och antalet invånare är 455.
Terrängen runt Bījvard är kuperad, och sluttar söderut.Runt Bījvard är det ganska glesbefolkat, med 31 invånare per kvadratkilometer. Närmaste större samhälle är Kāsf, 13,1 km väster om Bījvard. Trakten runt Bījvard består i huvudsak av gräsmarker.